# حرم المرانة (الجوف)
{سليمان ابوخرص المراني
{مصدر|تاريخ=ديسمبر 2018}}

حرم المرانه هي إحدى قرى الجمهورية اليمنية. تتبع جغرافيا لمحافظة الجوف و إداريًا لمديرية خراب المراشي. يبلغ تعداد سكانها 5047 نسمة حسب الإحصاء الذي أجري عام 2004.